# Clarmont (Aude)
Clarmont (en francès Clermont-sur-Lauquet) és un municipi francès situat al departament de l'Aude i a la regió d'Occitània.